# Мосульский диалект арабского языка

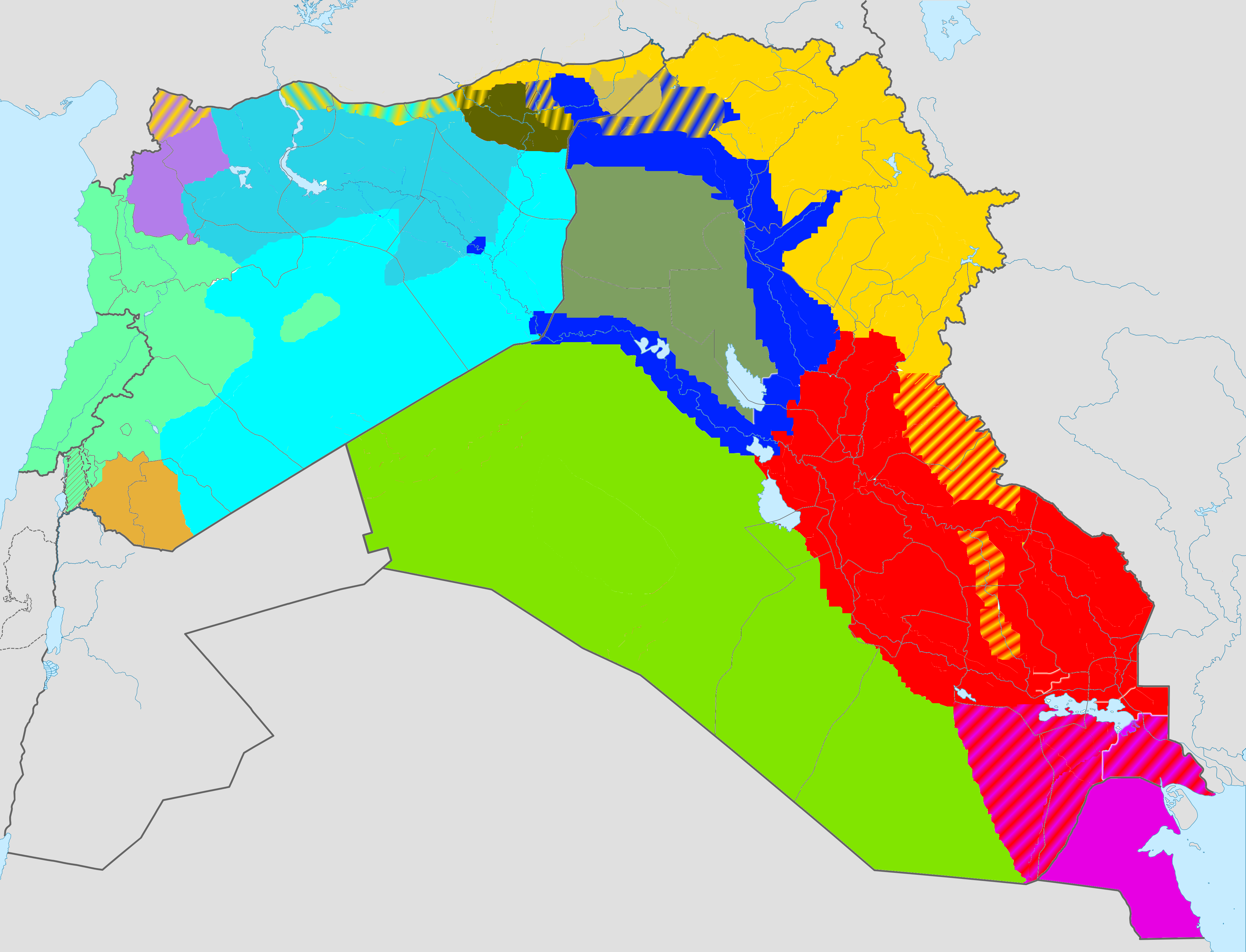
Диалекты qəltu
Диалекты gilit

Мосульский диалект арабского языка, маслави (араб. مصلاوي‎ masla:wi: или араб. اللهجة الموصلية‎ al-lahd͡ʒat-ul-mawsˤilijatu, от назв. города Мосул) — одна из разновидностей иракского (месопотамского) арабского языка, распространённая на севере Ирака и Сирии, юго-востоке Турции и западе Ирана. Общее число носителей — 6,3 млн человек, из них 5,4 млн проживают в Ираке (1992). От багдадского арабского, который принято называть «иракским», маслави сильно отличается и произношением, и лексикой.

## Название
Название «маслави» (араб. مصلاوي‎ masla:wi:) происходит от арабского названия североиракского города Мосул — al-Mawṣil (местн. el-Mōṣul). В англоязычной литературе в отношении мосульского также используются термины «северомесопотамский арабский» (англ. North Mesopotamian Arabic), «месопотамский qəltu арабский» (англ. Mesopotamian Qeltu Arabic) и «сиро-месопотамский народный арабский» (англ. Syro-Mesopotamian Vernacular Arabic). Как и диалект багдадских евреев, мосульский диалект относится к так называемой группе qəltu месопотамского (иракского) арабского языка, в отличие от диалекта багдадских арабов, который относится к группе gilit. Диалекты группы qəltu являются прямым продолжением говоров арабского языка, на котором говорили на территории Ирака ещё в VIII веке нашей эры, а диалекты gilit происходят от языка кочевых арабов, заселивших эту местность совсем недавно.

## Распространение
В Ираке носители маслави проживают в северной части страны, в долинах рек Тигр и Евфрат к северу от Багдада, в провинциях Салах-эд-Дин, Анбар, Дияла, Киркук (Тамим), Найнава, Эрбиль, Кадисия, Сулеймания, на северо-востоке провинции Наджаф. В Сирии (число носителей: 300 тыс., 1992) мосульский диалект распространён на дальнем востоке страны, в провинции Эль-Хасака; в Турции (число носителей: 400 тыс., 1992): в илах Мардин, Ширнак, Батман, Шанлыурфа и Сиирт.

## Фонетика
Для городского диалекта Мосула характерны следующие явления:
- Переход литературного /r/ > /ɣ~ʁ/ (характерно для тигрской ветви qəltu-диалектов, а также северных диалектов курдистанской ветви): ra:ħa, rama:dun, rad͡ʒulun > ɣa:ħ, ɣama:d, ɣad͡ʒul
- В некоторых словах переход /r/ > /w/: ʕaraqun, xirqatun > ʕawaq, xəwqa
- Звук /ð/ в некоторых словах переходит в /dˤ/: jaðu:qu, ðarratun > jədˤu:q, dˤəɣɣa
- Окончание женского рода -atun переходит в -i (происходит ималя): tˤawi:latun, sanatun, kalimatun > tˤwi:li, sani, kaləmi
- Ималя /a:/ в /eː/ (характерно для всех qəltu-диалектов, кроме евфратской ветви): kila:bun, jama:lun > kleːb, jameːl
- Звуки /u:/ и /i:/ переходят в /o:/ и /e:/ при задних согласных: daqi:qun, xuju:tun > daqe:q, xəjo:t
- Иногда /sˤ/ переходит в /s/: ħasratun, ʕaru:sun, farasun > ħasˤɣa, ʕaɣu:sˤ, faɣasˤ

Нужно отметить, что переходы не происходят в заимствованиях и нехарактерных для бытовой речи словах (религиозные, политические, научные и т. д. термины стандартного арабского). Ималя не бывает при эмфатических и задних согласных: велярных, увулярных, фарингальных и глоттальных.
Дифтонги /aw/ и /aj/ превратились в /o:/ и /e:/, как и в большинстве qəltu-диалектов (кроме иудейских диалектов Синдора, Акры и диалекта Тикрита).
Как и в gilit-диалектах, долгие гласные следующие: /a:, i:, u:, e:, o:/. Система кратких гласных имеет две фонемы: /ə/ (из литературных /i, u/) и /a/. Гласная /i/ встречается только в результате имали в конце слова, гласная /u/ встречается в окончании 1-го лица ед. ч. прошедшего времени (-tu) и слитном местоимении 3-го лица ед. ч. м. р. (-u). Фонема /ə/ также появляется из неударного /a/ в закрытом слоге в тикритском, иудейских багдадском и киркукском диалектах.
Правила ударения совпадают со стандартным арабским, но, как и во всех qəltu-диалектах, имеется дополнительное правило: при присоединении слитного местоимения ударение переносится на слог перед ним.

## Морфология

### Местоимение
В мосульском диалекте отсутствует различение родов во множественном числе.
Вопросительное местоимение «что?» различается в зависимости от положения. Его самостоятельная форма (встречается в изолированном положении или в качестве самостоятельного члена именных предложений): (a)ʃku:n. Препозитивная форма (часто бывает в устойчивых сочетаниях, как ʃbi:k «что с тобой?», ʃtri:d «что ты хочешь?»): (a)ʃ. Постпозитивная форма (схожа с местоименными энклитиками, употребляется, в основном, после предлогов): e:ʃ (общемесопотамская).
Кто?: mən(u), ma:n. Который?: hajju. Где?: we:n, e:sˤab. Когда?: e:mati:, we:mta. Сколько?: kam.
Указательные местоимения: ha (общее), ha:ða (ед. муж.), ha:ji (ед. жен.), haðo:li (мн.). Здесь: ho:n(i), hown(i). Там: hnu:ka, hna:k. Так: hakəð, hit͡ʃ, hik. Сейчас: hassa(ʔ), alħaz.
|      |      | Отдельные        | Отдельные         | Слитные       | Слитные     |
| Лицо | Лицо | Ед.ч.            | Мн.ч.             | Ед.ч.         | Мн.ч.       |
| ---- | ---- | ---------------- | ----------------- | ------------- | ----------- |
| 1-е  | 1-е  | أنا ʔana         | نحن nəħna         | ـي -i/ji, -ni | ـنا -na     |
| 2-е  | муж. | إنت ənta         | إنتم əntəm        | ـك -ak/ki     | ـكم -kəm    |
| 2-е  | жен. | إنتي ənti        | إنتم əntəm        | ـك -ki        | ـكم -kəm    |
| 3-е  | муж. | هو hu:wa, hi:nu: | هيم hi:jəm, həmma | ـو -u/nu      | ـهم -əm/həm |
| 3-е  | жен. | هي hi:ja         | هيم hi:jəm, həmma | ـها -a/ha     | ـهم -əm/həm |

### Глагол
В мосульском диалекте, как и всех месопотамских, сохранились классические глагольные формы прошедшего и настояще-будущего времён. Дополнительные значения выражаются префиксами. Так, настоящее продолженное время в диалектах тигрской ветви обозначается префиксом qa при настоящем времени, тогда как в большинстве анатолийских (за исключением мардинской группы, где это время не выражается) и иудейских курдистанских этот префикс звучит как ku:, в багдадском христианском ka, в диалекте Аны dʒa:j, в диалекте Хита qaʕad. Будущее время обозначается префиксом də-, он же употребляется в северных иудейских курдистанских (наряду с tə), а в qəltu-диалектах центрального и южного Ирака также используется заимствованная частица ɣa:ħ.
Глаголы первой породы бывают двух типов в прошедшем времени: условно «непереходные» CəCəC (из литературных СaCiCa и CaCuCa) и «переходные» CaCaC (но диалекты Аны и иудейско-багдадский утратили это различие). Аналогично и в настоящем. Ниже даны формы глаголов كَتَب katab «писать» (a — ə) и شِرِب ʃəɣəb «пить» (ə — a).
| Лицо | Род | Един.    | Множ.     |
| ---- | --- | -------- | --------- |
| 1    | -   | kaˈtabtu | kaˈtabna  |
| 2    | М   | kaˈtabət | kaˈtabtəm |
| 2    | Ж   | kaˈtabti | kaˈtabtəm |
| 3    | М   | ˈkatab   | ˈkatbu:   |
| 3    | Ж   | ˈkatbət  | ˈkatbu:   |

| Лицо   | Род | Един.      | Множ.      |
| ------ | --- | ---------- | ---------- |
| 1      | -   | ˈaktəb     | ˈnəktəb    |
| 2      | М   | ˈtəktəb    | təktəˈbu:n |
| 2      | Ж   | təktəˈbi:n | təktəˈbu:n |
| 3      | М   | ˈjəktəb    | jəktəˈbu:n |
| 3      | Ж   | ˈtəktəb    | jəktəˈbu:n |
| Повел. | М   | əktəb      | əktəbu:    |
| Повел. | Ж   | əktəbi:    | əktəbu:    |

| Лицо | Род | Един.   | Множ.    |
| ---- | --- | ------- | -------- |
| 1    | -   | ˈʃɣəbtu | ˈʃɣəbna  |
| 2    | М   | ˈʃɣəbət | ˈʃɣəbtəm |
| 2    | Ж   | ˈʃɣəbti | ˈʃɣəbtəm |
| 3    | М   | ˈʃəɣəb  | ˈʃəɣbu:  |
| 3    | Ж   | ˈʃəɣbət | ˈʃəɣbu:  |

| Лицо   | Род | Един.      | Множ.      |
| ------ | --- | ---------- | ---------- |
| 1      | -   | ˈaʃɣab     | ˈnəʃɣab    |
| 2      | М   | ˈtəʃɣab    | təʃɣaˈbu:n |
| 2      | Ж   | təʃɣaˈbi:n | təʃɣaˈbu:n |
| 3      | М   | ˈjəʃɣab    | jəʃɣaˈbu:n |
| 3      | Ж   | ˈtəʃɣab    | jəʃɣaˈbu:n |
| Повел. | М   | əʃɣab      | əʃɣabu:    |
| Повел. | Ж   | əʃɣabi:    | əʃɣabu:    |